# Kazuya Miyahara
Kazuya Miyahara (宮原 和也 Miyahara Kazuya?), född 22 mars 1996 i Hiroshima prefektur, är en japansk fotbollsspelare som spelar för Nagoya Grampus.

## Karriär
Miyahara började sin karriär 2014 i Sanfrecce Hiroshima. Med Sanfrecce Hiroshima vann han japanska ligan 2015. 
Den 26 december 2016 lånades Miyahara ut till Nagoya Grampus på ett säsongslån. I december 2017 förlängdes låneavtalet med ytterligare ett år. I december 2018 meddelade Nagoya Grampus att de värvat Miyahara på en permanent övergång.